# 胰脂肪酶
胰脂肪酶（Pancrelipases），特別是它的緩釋劑型(例如： Creon,  Pancreaze,  Pertzye,  Ultresa,  Zenpep) 是豬源性胰澱粉酶的商用混合物(作用於澱粉水解酶)，胰脂肪酶和胰凝乳蛋白酶（一種蛋白酶），其治療目的是為了給那些沒有足夠胰腺酶的嬰兒、小孩、成人在食物消化上的改善，因為它們會影響胰腺，如囊性纖維化、慢性胰腺炎或在胰腺和腸之間的通道堵塞等作用。這產品中的三個組成部分是類似那些通常由人類胰腺產生的消化酶。長期的胰腺酶替代產品（PERPs），有一些甚至使用了一個多世紀，2006年美國食品藥品管理局要求製藥公司提交豬源性PERP產品的保密合約；Creon®（AbbVie公司）是最早的美國食品藥品管理局指令後，批准商業PERP產品的公司，在2009年正式在市場上市。
胰脂肪酶通常是用在治療外分泌胰腺功能和一些不消化上的疾病，伴隨囊性纖維化，胰臟切除手術併發症，或慢性胰腺炎的第一個方法。製劑通常填充在硬質膠囊裡以耐胃酸顆粒。胰脂肪酶類似於胰液，但具有較多的脂肪酶成分。
美國食品藥品管理局具體要求製造商提交風險評估、REMS和用藥指南，以確保病人充分了解有關於高劑量的豬源性PERP產品管理相關的潛在風險，特別是關於「從豬身上傳染病毒性疾病到患者的理論風險」，病人對藥的依賴性（用藥量）應減少到藥品標籤之劑量用量。